# La mosca 2
La mosca 2 (The Fly II) è un film horror fantascientifico del 1989, sequel del film La mosca (1986), diretto da Chris Walas che nel film di David Cronenberg era il truccatore. Il film è interpretato da Eric Stoltz e Daphne Zuniga.
In questo sequel il personaggio di Stoltz è il figlio di Veronica 'Ronnie' Quaife e Seth Brundle, uno scienziato che è diventato un ibrido uomo-mosca a seguito di un esperimento andato storto, interpretato da Jeff Goldblum nel film precedente. Con l'eccezione del filmato di Goldblum del primo film, John Getz è stato l'unico attore a riprendere il suo ruolo, con un'altra attrice a rimpiazzare Geena Davis nel ruolo di Ronnie nella scena del parto di apertura. A differenza del primo film, questo film ha ricevuto recensioni negative.

## Trama
Veronica Quaife, compagna dello scienziato Seth Brundle, muore dando alla luce una sorta di larva, nella quale è però racchiuso un bambino fisicamente normale. Nonostante nel primo film Veronica volesse abortire per timore di generare un mostro, ha scelto infine di portare a termine la gravidanza. Il neonato, chiamato Martin, è affetto dalla Sindrome di Brundle; il suo DNA è reso anomalo dalla presenza di geni di mosca ereditati dal padre. Il primo sintomo a manifestarsi è una crescita fisica e intellettiva estremamente accelerata. Il bambino viene cresciuto in un ambiente clinico, sotto stretta osservazione di un'équipe di medici della Bartok Industries, che aveva finanziato gli esperimenti del padre. Formalmente, Martin è adottato da Anton Bartok, che è a capo della Bartok Industries. Quotidianamente gli vengono somministrati farmaci per rallentare il decorso della malattia. Ancora bambino, si affeziona ad un cane, usato come cavia dai ricercatori della Bartok. Un giorno, non trovandolo nella sua gabbia, si introduce in un'area riservata e assiste al tentativo da parte dei ricercatori di teletrasportare lo sventurato animale mediante le due telecapsule sopravvissute nel laboratorio di Seth Brundle. A causa degli errori nella programmazione, il cane ne esce orribilmente sfigurato, mentre il giovanissimo Martin si avvicina per la prima volta al lavoro del padre.
A soli 5 anni di età Martin ne dimostra già 25. Il padre adottivo gli consente di trasferirsi in un appartamento, lontano da occhi indiscreti e dalla stanza dietro un vetro dove era stato tenuto fino a quel momento. Martin prosegue lo studio del sistema di teletrasporto, riuscendo a riprogrammare il computer e a trasferire con successo un telefono. Nel frattempo ha conosciuto Beth, una ragazza impiegata della Bartok, con la quale intreccia una relazione. I rapporti con il padre adottivo e con l'intero ambiente della Bartok iniziano a peggiorare dopo che il ragazzo scopre come il cane di cui si era tanto affezionato sia ancora imprigionato e sofferente, mantenuto in vita solo per essere sfruttato come cavia da laboratorio. Inorridito da tale crudeltà, decide di sopprimere l'animale per porre fine alle sue sofferenze.
Continuando la programmazione del computer, Martin riesce infine a teletrasportare con successo un gatto, solo dopo aver fallito con una pianta di Beth. Scopre inoltre che una possibile soluzione definitiva al suo male sarebbe teletrasportarsi assieme a un soggetto donatore di geni sani, al quale però verrebbero trasferiti i geni portatori della Sindrome di Brundle. Nella simulazione al computer, il trasferimento dei geni mutanti di Martin al soggetto B, gli causerebbero orribili deformità. Ragion per cui rinuncia all'idea. In seguito la situazione va sempre più degenerando: iniziano a comparire i primi sintomi della malattia, Martin scopre di essere sempre stato spiato, anche nella sua residenza privata e di non essere mai stato veramente curato (gli veniva somministrato un placebo). Cercando nell'archivio dei video, Martin trova le vecchie registrazioni di suo padre Brundle filmato da Veronica durante la sua trasformazione in Brundle-Mosca raccontando dell'incidente che lo ha reso così. Bartok, giunto in quel momento, gli rivela di aver sempre desiderato che la metamorfosi si compisse desideroso di vedere cosa Martin sarebbe diventato e che avrebbe rivoluzionato il mondo scientifico insistendo che non avevano comunque alcun poter per impedire la sua metamorfosi. Martin, sconvolto, fugge con Beth. Grazie alla forza sovrumana che possiede, le guardie vengono facilmente sbaragliate.
Non sapendo a chi rivolgersi, Martin comprende che la sola speranza al suo problema è di ritrovare Stathis Borans, ex compagno di sua madre Veronica. Giunti a casa sua, l'uomo inizialmente rifiuta i due, scegliendo infine di farli entrare. Stathis nutre ancora disprezzo e odio per Brundle, responsabile della sua perdita di piede e mano. Nonostante ciò Stathis, comprendendo il dolore di Martin, afferma infine che il padre Brundle avesse ragione sul fatto che l'unica soluzione alla mutazione sia il giusto utilizzo delle telecapsule. Nonostante l'aspro rifiuto di Martin, Stathis intuisce che Martin ha scoperto il modo e incoraggia Beth a convincerlo a usarlo. Fattasi notte, i due si nascondono in un motel, dove Martin peggiora a vista d'occhio.
Disperata, Beth chiede aiuto ai medici della Bartok. Martin viene scortato in una sala d'osservazione, dove si racchiude in un enorme bozzolo. Frattanto, Bartok e i ricercatori tentano inutilmente di sbloccare il computer delle telecapsule, che Martin ha prudentemente protetto con una password e in caso di fallimento al primo tentativo, si avvierebbe un programma che cancellerebbe tutto il sistema. A metamorfosi compiuta, Martin fuoriesce dal bozzolo sotto forma di una mostruosa creatura mosca molto più grossa e forte del padre. Accecato dalla rabbia, miete diverse vittime e, tornato al laboratorio, attiva la sequenza di trasferimento genetico da donatore sano nella capsula trascinando Bartok con sé. Martin inserisce la password che si rivela essere "DAD". Martin torna ad essere umano, mentre Bartok è ridotto a un essere deforme che viene utilizzato dai suoi stessi ricercatori come una cavia da laboratorio.

## Produzione
Lo studio produttore volle un seguito del film, appena visto il successo di La mosca. Stuart Cornfeld, produttore del film originale, era impegnato al momento della lavorazione e fu sostituito da Steven-Charles Jaffe, grande estimatore del film di David Cronenberg. Quest'ultimo rifiutò di tornare dietro la macchina da presa, costringendo la produzione a scegliere un nuovo regista. Per sostituire Cronenberg, la produzione pensò a Sam Raimi, reduce dal successo di La casa 2. Raimi e suo fratello Ted scrissero anche una sceneggiatura che però non convinse del tutto la produzione. La scelta finale fu Chris Walas, truccatore di La mosca che all'epoca aveva all'attivo un solo film, Il cannibale metropolitano. Walas accettò l'incarico, rifiutando di lavorare agli effetti speciali di Gremlins 2 - La nuova stirpe.
Tim Lucas iniziò a sviluppare diverse idee e stese un abbozzo di sceneggiatura per un possibile sequel. La sua storia prevedeva il ritorno di Geena Davis nel ruolo di Veronica Quaife. La donna doveva investigare sugli affari della Bartok Company e finiva per scoprire una sconcertante verità: la coscienza di Seth Brundle era sopravvissuta all'interno del computer delle tele-capsule, con cui lo stesso scienziato si era fuso erroneamente alla fine del primo film. Brundle riusciva a comunicare con Veronica tramite i computer e a vendicarsi degli scienziati della Bartok Company, per poi riacquistare sembianze umane grazie ad un processo di clonazione. Cronenberg approvò la sceneggiatura, mentre Geena Davis si disse disposta a ritornare nel sequel.
Quando La mosca 2 entrò in produzione, Mick Garris, assunto come sceneggiatore, ignorò deliberatamente la versione di Lucas, preferendo ideare qualcosa di vicino allo spirito dell'originale La mosca. Garris lasciò poco dopo il progetto per divergenze creative e fu sostituito da Frank Darabont, ma anche quest'ultimo lasciò la produzione. Furono Jim e Ken Wheat a completare la sceneggiatura, che venne in seguito revisionata dal regista, dai produttori e dagli attori coinvolti. La terza bozza della sceneggiatura prevedeva un inizio molto diverso, con Veronica, che nel primo film era interpretata da Geena Davis, fare un incubo che coinvolgesse Seth Brundle per poi risvegliarsi in sala parto e dare alla luce il figlio Martin. La parte dell'incubo venne tagliata dalla sceneggiatura finale a causa del rifiuto di Geena Davis di tornare nel ruolo. Dalla sceneggiatura finale furono tagliate due scene importanti. Nella prima, Martin guardava una videocassetta in cui un mutato Seth spiegava di aver trovato una cura alla sua trasformazione; la scena avrebbe richiesto il coinvolgimento di Jeff Goldblum (e di conseguenza il suo ritorno al trucco). Nella seconda scena tagliata si scopriva che dietro al malfunzionamento delle tele-capsule c'era Stathis Borans, il quale aveva sottratto in gran segreto tutto il materiale dell'invenzione per ostacolare gli scienziati della Bartok Industries.
Per il ruolo di Martin Brundle furono presi in considerazione Keanu Reeves, Vincent D'Onofrio e Josh Brolin, ma alla fine la parte ricadde su Eric Stoltz. In un primo momento l'attore rifiutò la parte perché non soddisfatto della sceneggiatura; dopo una revisione di quest'ultima, Stoltz tornò sui suoi passi ed accettò di lavorare al film. L'attore, inoltre, entrò così tanto nella parte che obbligò il resto del cast e della troupe a chiamarlo "Martin" anche lontano dalle riprese. Per il ruolo di Beth Logan, Mel Brooks suggerì Daphne Zuniga, con cui il regista aveva lavorato in Balle spaziali. Inizialmente, Jaffe e Walas non erano entusiasti della scelta, ma cambiarono idea dopo aver assistito ad un provino dell'attrice. A causa del rifiuto di Geena Davis di tornare ad interpretare Veronica, la produzione la sostituì con Saffron Henderson (che esteticamente ricordava molto la Davis). Anche Goldblum non ritornò ad interpretare Seth Brundle, ma nel film è presente ugualmente attraverso due immagini d'archivio. L'unico membro del cast del primo film a tornare nel sequel fu John Getz, che accettò di indossare nuovamente i panni di Stathis Borans. Mentre nel film di Cronenberg non c'era un vero antagonista, per il sequel la produzione spinse per idearne uno: Anton Bartok e la sua organizzazione vennero realizzati prendendo come ispirazione la malvagia compagnia Weyland-Yutani dei film Alien e Aliens - Scontro finale.
Le riprese si sarebbero dovute svolgere a Toronto, ma poi la produzione optò per i Bridge Studios di Vancouver.
I Telepodi furono distrutti alla fine delle riprese del film di Cronenberg e fu così necessario ricostruirli per il sequel.

## Distribuzione

### Trailer
Il primo trailer del film non presentava nessun filmato, ma solo una traccia audio in cui si sentivano le urla di una donna (ovvero Veronica Quaife) che urlava per i dolori causati dal parto.

### Data di uscita
Le date di uscita cinematografiche internazionali del film sono state:
- Stati Uniti: 10 febbraio 1989
- Australia:  16 marzo 1989
- Spagna: 21 aprile 1989
- Portogallo: 21 aprile 1989
- Francia: 26 aprile 1989
- Italia: 28 aprile 1989
- Taiwan: 29 aprile 1989
- Giappone: 3 maggio 1989
- Danimarca: 15 maggio 1989
- Brasile, 25 maggio 1989
- Germania Ovest: 25 maggio 1989
- Svezia: 2 giugno 1989
- Finlandia: 9 giugno 1989
- Paesi Bassi: 6 luglio 1989
- Messico: 7 luglio 1989
- Filippine: 12 agosto 1989
- Regno Unito: 8 settembre 1989
- Irlanda: 13 ottobre 1989
- Norvegia: 1990
- Turchia: 5 gennaio 1990
- Sud Corea: 5 aprile 1990
- Ungheria: 7 giugno 1990

### Edizioni home video
Nel mercato home video, La mosca 2 uscì prima in VHS negli anni ottanta, poi in DVD negli anni duemila (nel 2000 uscì un cofanetto contenente sia La mosca che La mosca 2, mentre quest'ultima pellicola uscì singolarmente in DVD solo nel 2004). Nel marzo 2017, la società australiana Via Vision Entertainment rilasciò un cofanetto che conteneva L'esperimento del dottor K. (1958), il suo sequel, La vendetta del dottor K. (1959), La mosca e La mosca 2 in Blu-ray.

## Accoglienza

### Incassi
Complessivamente, La mosca 2 incassò 20.021.322 dollari negli USA e 18.881.857 dollari nel resto del mondo, per un totale di 38.903.179 dollari.

### Critica
Nonostante un discreto incasso al botteghino, i giudizi della critica furono generalmente negativi. Da parte degli aggregatori di recensioni, La mosca 2 ottenne un voto medio di 36 su 100 (basato su 15 recensioni) per Metacritic e del 27% (basato su 15 recensioni) per Rotten Tomatoes.
Janet Maslin sul Los Angeles Times bocciò la pellicola, che definì non all'altezza di quella di Cronenberg. Richard Harrington sul Washington Post criticò sia la sceneggiatura che gli effetti speciali, mentre Leonard Maltin assegnò al film un punteggio molto basso, definendolo noioso e disordinato.

## Riconoscimenti
- 1991 - Saturn Award
  - Nomination - Miglior film horror
  - Nomination - Miglior colonna sonora a Christopher Young
  - Nomination - Miglior trucco a Stephan Dupuis, Dennis Pawlik, Jo-Anne Smith-Ojeil e Jayne Dancose